# 矢ヶ崎紀子
矢ヶ崎 紀子（やがさき のりこ、1963年 - ）は、日本の観光学者。観光庁参事官等を経て、東京女子大学副学長、東武鉄道取締役、日本貨物鉄道取締役、東日本高速道路監査役。北海道苫前郡羽幌町生まれ。

## 経歴・人物
北海道札幌南高等学校を経て、1987年に国際基督教大学教養学部社会科学科（政治学専攻）を卒業後、住友銀行に入行。1989年日本総合研究所総合研究部門上席主任研究員。2006年九州大学大学院法学府政治学専攻修士課程修了、修士（法学）の学位を取得。
2008年観光庁参事官（観光経済担当）。2011年首都大学東京都市環境学部特任准教授。2012年国土交通省地域鉄道の再生・活性化手法等研究会座長、観光庁観光産業政策検討会委員。2013年国土交通省交通政策審議会委員。2014年東洋大学国際関係学部准教授、国土交通省国土審議会特別委員、日本貨物鉄道取締役。2015年東武鉄道取締役、東京オリンピック・パラリンピック競技大会組織委員会経済・テクノロジー委員会委員。2016年復興庁新しい東北交流拡大モデル事業審査委員会委員。2017年文化庁文化審議会専門委員、東京商工会議所観光委員会委員、東京都東京の観光振興を考える有識者会議委員。2018年東洋大学国際観光学部教授、文部科学省中央教育審議会専門委員、観光庁世界水準のDMOのあり方に関する検討会座長。2019年東京女子大学現代教養学部国際社会学科教授、国立美術館運営委員会委員、国土交通省交通政策審議会観光分科会会長。2020年一般財団法人運輸総合研究所理事、北海道観光審議会委員、金沢市持続可能な観光振興推進会議座長、京都市観光振興審議会委員、観光庁観光分野における女性活躍推進に向けた検討会座長。2021年東日本高速道路監査役、農林水産省食料・農業・農村政策審議会専門委員。2022年東京女子大学副学長、一般財団法人日本地域国際化推進機構理事、DMO東京丸の内顧問、日本商工会議所観光・インバウンド専門委員会委員、東京都MICE誘致戦略策定専門家会議委員。2023年国土交通省交通政策審議会臨時委員。